# ГЕС Jiǔlónghé Shāpíng
ГЕС Jiǔlónghé Shāpíng (九龙河沙坪水电站) — гідроелектростанція у центральній частині Китаю в провінції Сичуань. Знаходячись між ГЕС Wǔyīqiáo (вище по течії) та ГЕС Piānqiáo, входить до складу каскаду на річці Jiǔlónghé, яка впадає ліворуч до Ялунцзян, великої лівої притоки Дзинші (верхня течія Янцзи). 
В межах проекту річку перекрили бетонною греблею висотою 23 метра та довжиною 209 метрів, яка утримує водосховище з об’ємом 1331 тис м3 та припустимим коливанням рівня поверхні у операційному режимі між позначками 2181 та 2187 метрів НРМ. Окрім власного стоку, сюди надходить додатковий ресурс із річки Такахе (ліва притока Jiǔlónghé), відібраний одразу після ГЕС Така. Для цього спорудили водозабірну греблю висотою 9 метрів та довжиною 132 метра, від якої прямує тунель довжиною 4,5 км.  
Головний дериваційний тунель довжиною 4,7 км прокладений через гірський масив лівобережжя Jiǔlónghé. Він транспортує ресурс для встановлених у машинному залі трьох турбін типу Френсіс потужністю по 54 МВт, які використовують напір у 181 метр та забезпечують виробництво 780 млн кВт-год електроенергії на рік.
Видача продукції відбувається по ЛЕП, розрахованій на роботу під напругою 220 кВ.